# Bedulu
 (mai 2018).
Si vous disposez d'ouvrages ou d'articles de référence ou si vous connaissez des sites web de qualité traitant du thème abordé ici, merci de compléter l'article en donnant les références utiles à sa vérifiabilité et en les liant à la section « Notes et références ».
Bedulu est un village du District de Gianyar à Bali, habité depuis la Préhistoire. Bedulu était le centre de l'un des premiers royaumes balinais. Près du palais de Bedulu se trouve le temple Pura Samuan Tiga qui est le centre d'un grand complexe de sanctuaires.

## Étymologie
Bedulu a deux origines. La première vient du terme badahulu qui signifie "village en amont". La deuxième provient d'une légende locale où la traduction de Bedulu vient des mots "beda" = différent et "hulu" = tête : au XIVe siècle, le roi de Bedulu (Dalem Bedulu ou Raja Tapolung) résiste au royaume de Mojopahit. Il est connu pour avoir des pouvoirs surnaturels. Selon la légende, il pourrait se faire couper la tête par l'un de ces serviteurs et la replacer sur son corps sans difficultés. Lors d'une démonstration, les dieux décident de le punir et font tomber la tête du roi dans une rivière, son serviteur coupe alors une tête de porc et la met sur son corps. Le roi continue de régner en interdisant à ses sujets de le regarder. Un jour, un enfant qui l'espionne voit sa tête et le fait savoir. Le roi n'est désormais connu que par le nom Bedulu qui signifie "celui qui a changé de tête". Selon une autre version de la légende, ce serait le premier ministre du royaume de Mojopahit (Gajah Mada) qui découvre la tête de cochon.